# Fuss tovább, Wells!
Fuss tovább, Wells! (Eredeti cím: F.T.W.) (Last Ride címen is ismerik) 1994-es amerikai romantikus filmdráma, melyet Michael Karbelnikoff rendezett. A főbb szerepekben Mickey Rourke, Lori Singer, Peter Berg és Brion James látható.

## Cselekmény
A film Texasban játszódik. Frank T. Wells (Mickey Rourke) rodeóbajnok kijön a börtönből, majd megismerkedik egy lánnyal, Scarlett-tel (Lori Singer), aki a törvény elől menekül bankrablás miatt. Scarlett egy több rendőrt hidegvérrel megölő pszichopata gyilkosnak (Peter Berg) a testvére. Frank és Scarlett egymásba szeretnek, majd együtt menekülnek a keménykezű rendőr (Brion James) elől.

## Szereplők
| Szerep             | Színész       | Magyar hang   |
| ------------------ | ------------- | ------------- |
| Frank T. Wells     | Mickey Rourke | Rátóti Zoltán |
| Scarlett Stuart    | Lori Singer   | Spilák Klára  |
| Clem Stuart        | Peter Berg    | Stohl András  |
| Joe Palmieri       | John Enos III |               |
| Rudy Morgan seriff | Brion James   | Jakab Csaba   |